# Hufeisenverkehr
Der Hufeisenverkehr ist eine Sonderform des Transitverkehrs. Hier wird der Verkehr zwischen zwei Orten eines Staatsgebietes durch ein fremdes Staatsgebiet geführt, um verkehrstechnisch oder wirtschaftlich günstigere Wege auszunutzen.
Der Begriff leitet sich von der häufig vorkommenden Streckenführung ab, wobei an den beiden Enden des Hufeisens die Grenzübergänge liegen. Es werden aber auch geradlinige Verbindungen so bezeichnet. Hier würde jedoch der Umweg durch das eigene Gebiet eher einem Hufeisen entsprechen.
Wird die Fahrt zum Be- oder Entladen bzw. zum Ein- oder Aussteigen auf der Transitstrecke unterbrochen, handelt es sich um Wechselverkehr.
Beispiele:
- Ein gewundener Flusslauf wechselt zwischen benachbarten Staatsgebieten, da die Grenze nicht dem Flusslauf folgt.
- Eine Landverbindung (Straße, Bahntrasse) folgt einem Tal, das sich benachbarte Länder teilen.
- Abkürzung der Strecke über ein benachbartes Staatsgebiet:
Bundesstraße 34 (D) / Hauptstraße 13 (CH) von Singen (Hohentwiel) (D) nach Waldshut-Tiengen (D) über Schaffhausen (CH).
- Ausnutzung besserer Verkehrswege des benachbarten Staates:
Großes deutsches Eck: von Salzburg über Rosenheim nach Kufstein bzw. Kleines deutsches Eck von Salzburg über Bad Reichenhall nach Lofer.